# Currywurst
Currywurst (tiếng Đức: [ˈkœʁiˌvʊɐ̯st] ⓘ) là một thức ăn nhanh có nguồn gốc từ nước Đức thường bao gồm xúc xích thịt heo (tiếng Đức: Bratwurst) hấp hoặc chiên chín, được cắt thành những khoanh vừa ăn rồi dọn cùng với xốt cà chua cà ri – một loại xốt làm từ nước xốt cà chua hoặc tương cà chua đậm đặc cùng với bột cà ri. Món này thường được ăn kèm với khoai tây chiên.

## Lịch sử
Bà Herta Heuwer (/ˈhɔʏ̯.vɐ/) được cho là người đã sáng tạo ra món Currywurst vào năm 1949 tại thành phố Berlin. Sau khi thu thập được xốt cà chua (có khi là xốt Worcestershire) và bột cà ri của từ những người lính thuộc lực lượng vũ trang Anh tại Đức, bà đã trộn những nguyên liệu trên cùng một số gia vị khác và chan lên bề mặt của món xúc xích thịt heo nướng. Món ăn vừa rẻ mà lại giúp mọi người no bụng này được bà bày bán trên một quầy hàng ở vỉa hè tại quận Charlottenburg, thành phố Berlin, nơi món ăn này trở nên phổ biến với những công nhân xây dựng đang tái thiết thành phố này.
Bà Herta đã đăng ký bản quyền thứ nước xốt mà bà sáng tạo ra vào năm 1951 và đặt tên cho nó là "Chillup". Khi doanh số đạt tột đỉnh, quầy xúc xích của bà bán được tới 10.000 suất trong một tuần. Một thời gian sau bà mở một nhà hàng (đóng cửa năm 1974). Ngày 30 tháng 6 năm 2013, Google Doodle đã làm một bức ảnh để kỉ niệm 100 năm ngày sinh nhật của bà Heuwer.
Tuy nhiên Heuwer không thể tuyên bố bản thân mình là có toàn bộ công lao ra món Currywurst. Vai trò của người kinh doanh hàng thịt Max Bruckner từ Johanngeorgenstadt cũng được coi là quan trọng. Sau chiến tranh ông đến Tây Berlin, thành lập với một số cộng tác viên cùng quê một tiệm ở Berlin-Spandau và tự chế ra một phương pháp để sản xuất xúc xích mà không cần ruột, gọi là "Spandauer ohne Pelle" nổi tiếng. Sau đó ông hợp tác với Frank Friedrich lập hãng Maximilian mà hợp tác với Herta Heuwer. Theo trang mạng của họ, Heuwer tuy "sáng tạo sốt" đầu tiên vào năm 1949 nhưng không có thành công lớn. Chỉ cùng với Frank Friedrich bà ta phát triển ra công thức cuối cùng mà từ đó về sau được bán ra từ quán của bà.

Sự thành công của Brückner xúc xích mà không có vỏ là do hoàn cảnh thiếu thốn của thời kỳ hậu chiến tranh. Ruột heo tự nhiên rất hiếm trong thời đó.

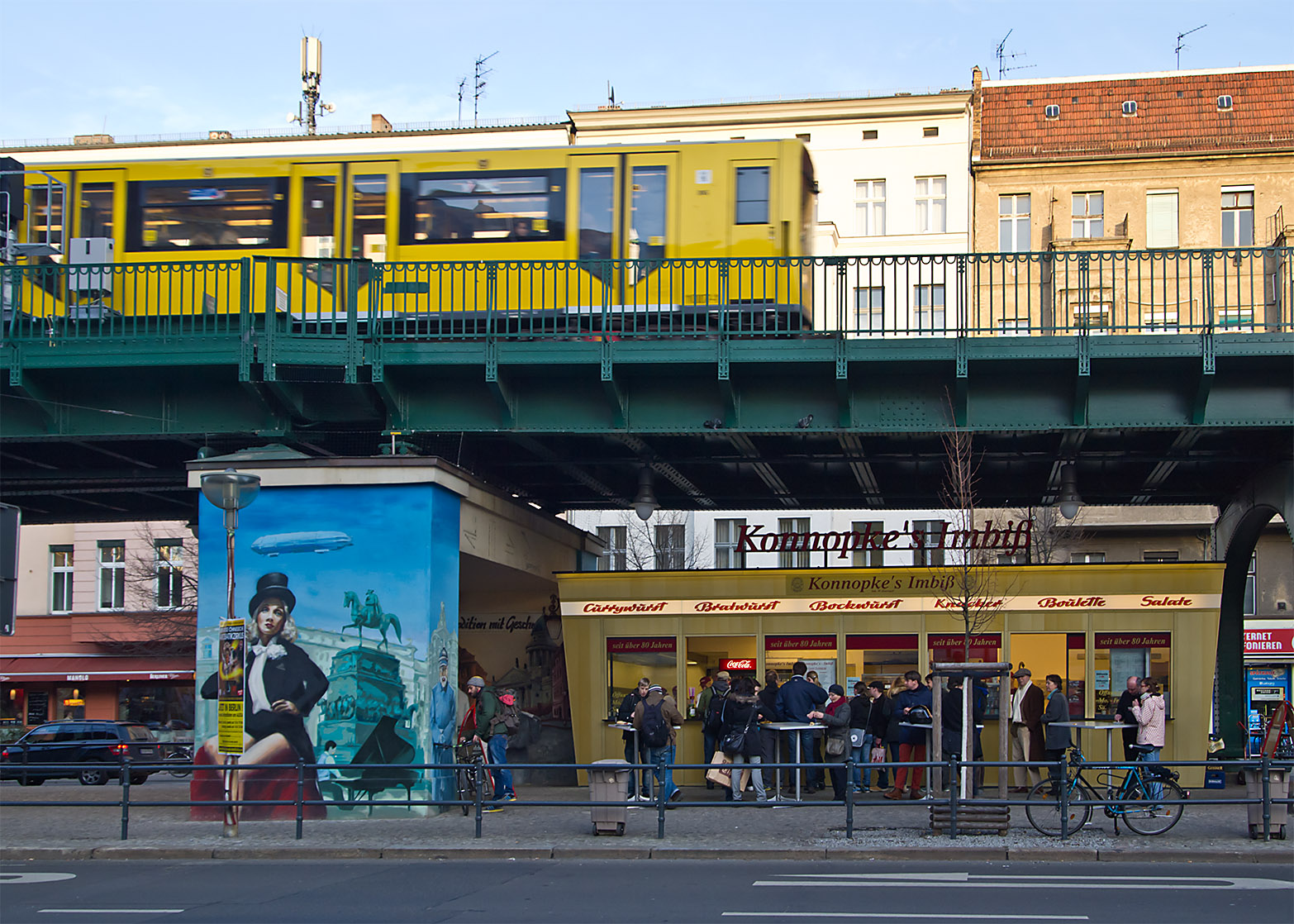
Quầy thức ăn nhanh Konnopke tại Berlin. Đây là quầy thức ăn nhanh đầu tiên có bán món Currywrurst ở phía đông Berlin, năm 1960

Hiện nay, người ta thường mua Currywurst mang đi (take-out), tại các quầy món ăn vặt (Schnellimbisse), các quán ăn bình dân và nhà hàng đồ chiên. Currywurst còn được thấy trên menu trẻ em tại các nhà hàng, được bán như một món ăn đường phố ăn kèm với khoai tây chiên và bánh mì ổ nhỏ (Brötchen). Món ăn này được biết đến ở hầu khắp nước Đức nhưng đặc biệt phổ biến tại các vùng đô thị tại thành phố Berlin, Hamburg và vùng Ruhr với nhiều biến thể khác nhau, biến tấu từ xúc xích cho đến những thành phần làm nên nước sốt ăn kèm.
Bên cạnh cách ăn truyền thống, món này thường được ăn kèm với bột ớt cựa gà hoặc hành tây thái hạt lựu. Trong các quầy món ăn halal, người ta thay thế xúc xích thịt heo của món Currywurst bằng xúc xích thịt bò. Món này được bán tại các kiosk thức ăn, đôi khi trong một số máy bán hàng tự động có khả năng cắt xúc xích thành những miếng vừa ăn và dọn chúng trên đĩa giấy cùng với một chiếc nĩa bằng nhựa hoặc gỗ.
Bảo tàng Currywurst ước tính rằng có 800 triệu cây Currywurst được tiêu thụ mỗi năm tại nước Đức và chỉ riêng tại Berlin đã có 70 triệu cây được tiêu thụ mỗi năm. Một nhà máy của hãng Volkswagen tại Wolfsburg còn cho vận hành một lò mổ và sản xuất mỗi năm khoảng 7 triệu cây Currywurst Volkswagen, một lượng lớn trong số đó được cấp cho nhân viên của Volkswagen trong các bữa ăn.

## Chùm ảnh

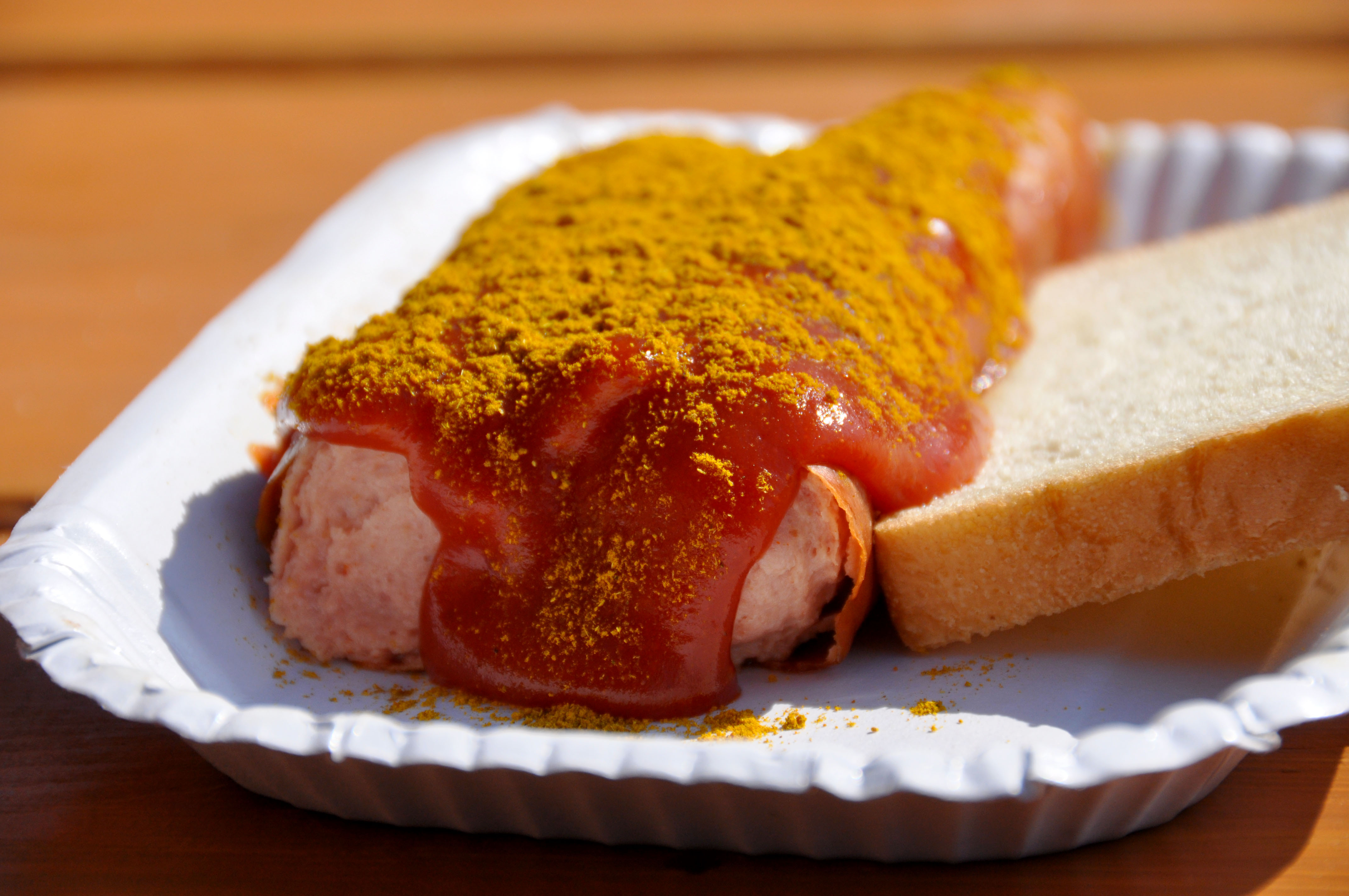
Currywurst và bánh mì
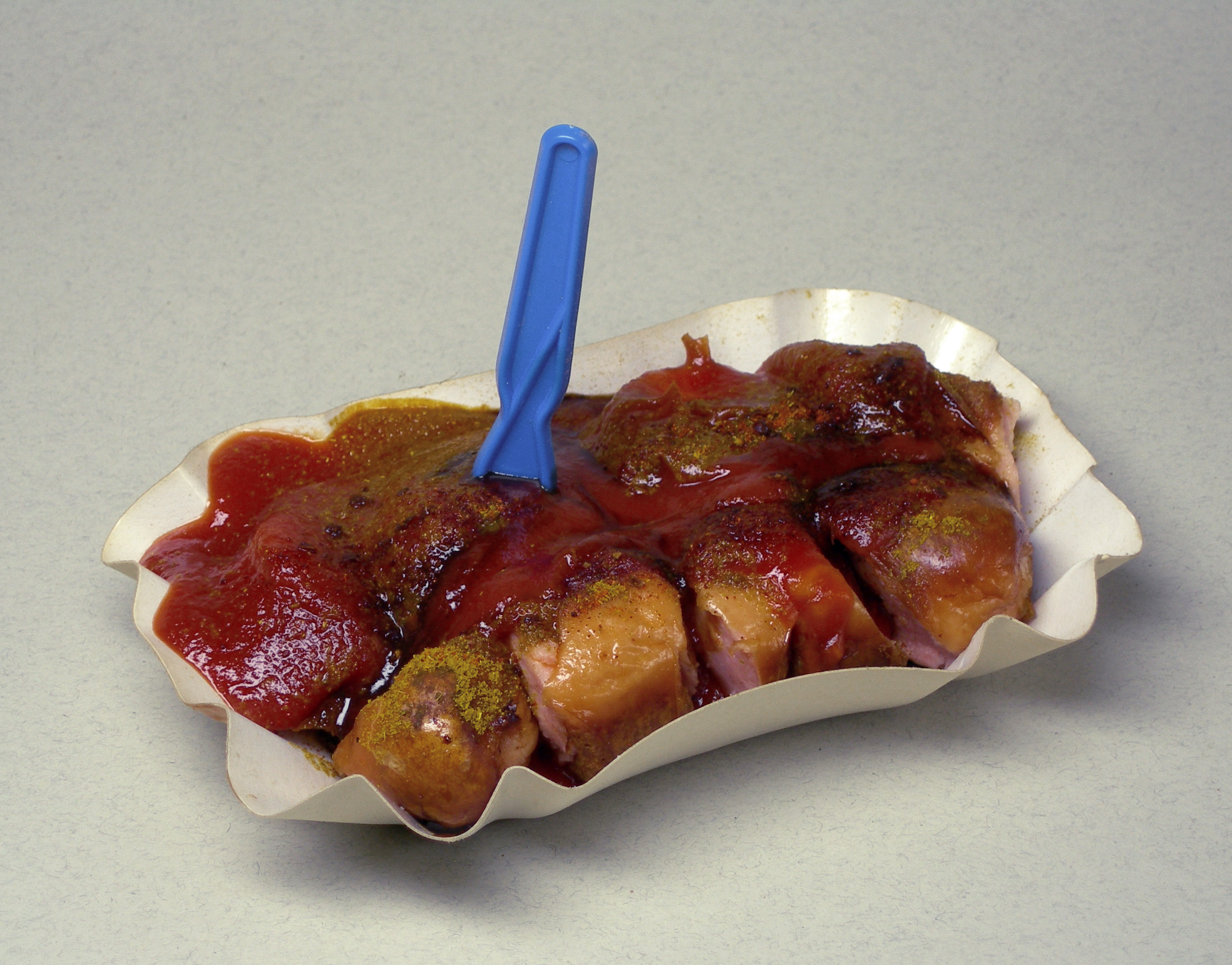
Currywurst - cắt thành các khoanh
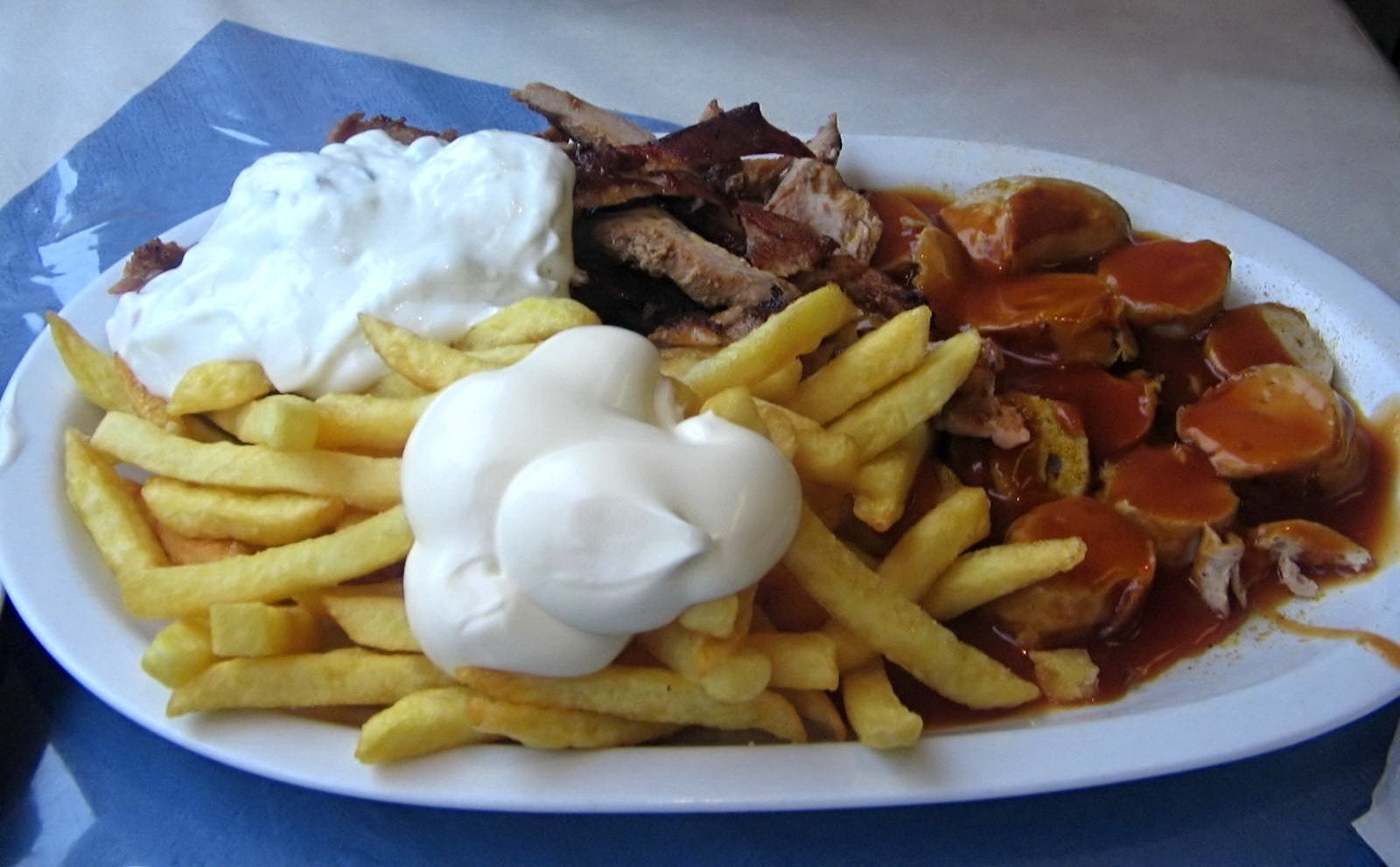
Một đĩa "Taxiteller" bao gồm xúc xích chiên cùng với Currywurst, sốt shashlik, thịt quay gyros và sốt tzatsiki.
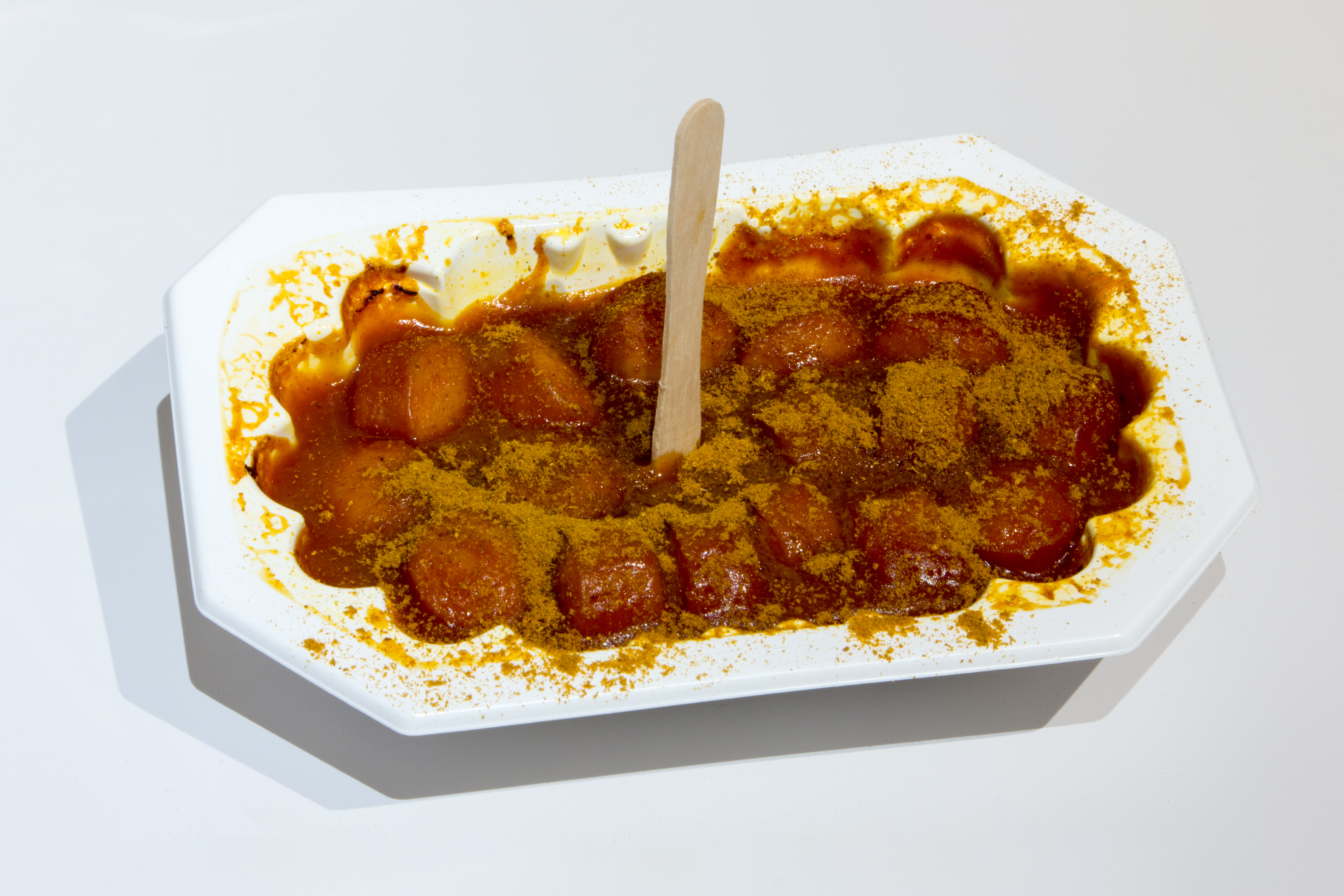
Món Currywurst ăn liền được bán tại kệ hàng siêu thị
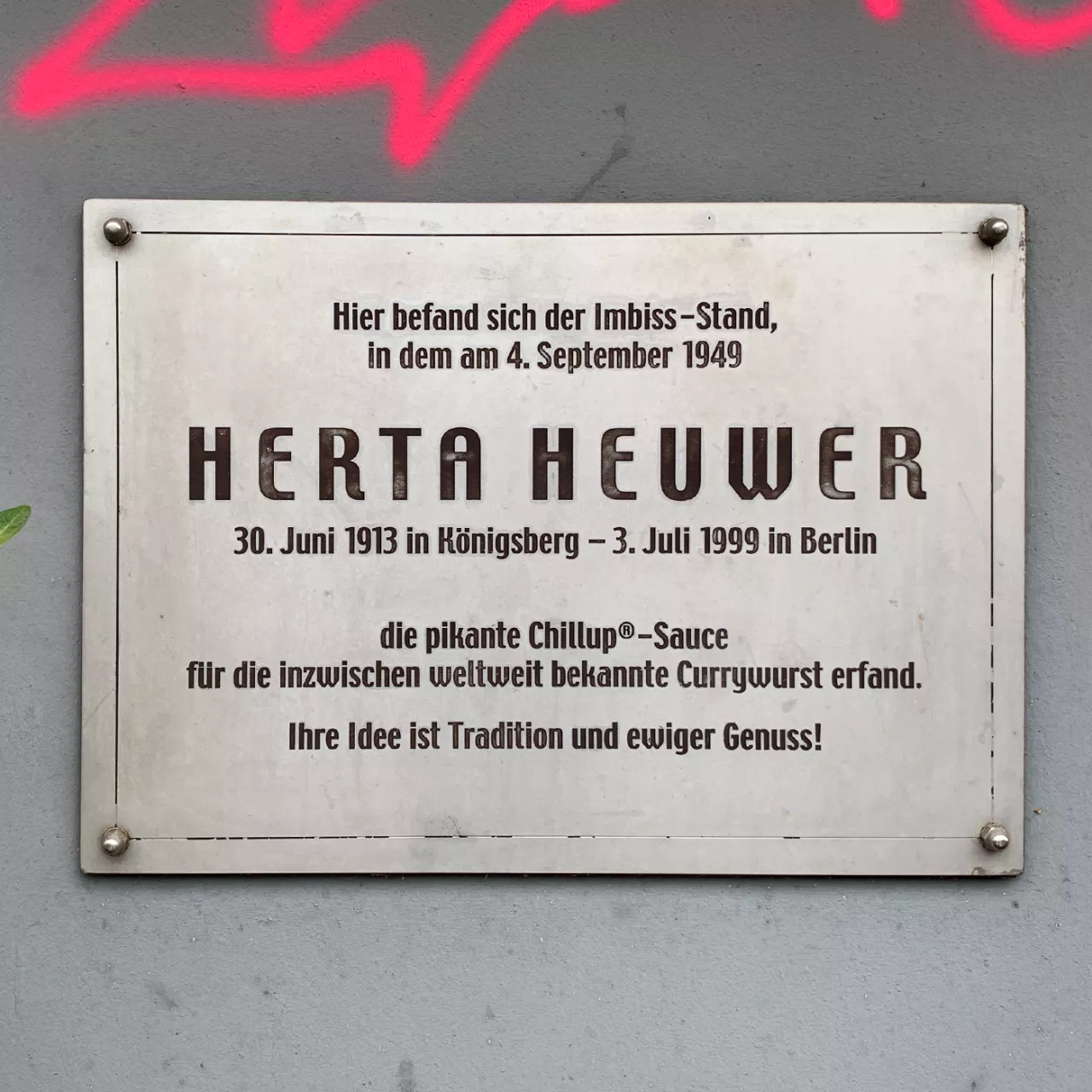
Bảng tên tại địa điểm mà bà Herta Heuwer đã sáng tạo ra món Currywurst, quận Charlottenburg, Berlin